# مایک پاتن
'"مایک" پاتن (به انگلیسی: Michael Allan "Mike" Patton) آهنگ‌ساز و خواننده آمریکایی است که بیشتر به عنوان خواننده پیشین گروه فیث نو مور شناخته شده است.
او با نام کامل مایکل آلن پاتن زادهٔ ۲۷ ژانویه ۱۹۶۸ در کالیفرنیا است  و به غیر از فیث نو مور در گروه‌های مستر بانگل، تاماهاوک، لاویج، فانتومز، پیپینگ تام و دد کراس به عنوان خواننده اصلی فعالیت داشته است.
پاتن در چند بازی ویدئویی و فیلم هایی مثل من افسانه‌ام به جای شخصیت‌های داستان صحبت کرده است.
او همچنین آهنگسازی موسیقی متن فیلم هایی مثل کرانک: ولتاژ بالا و مکانی ان سوی کاج ها را بر عهده داشته.

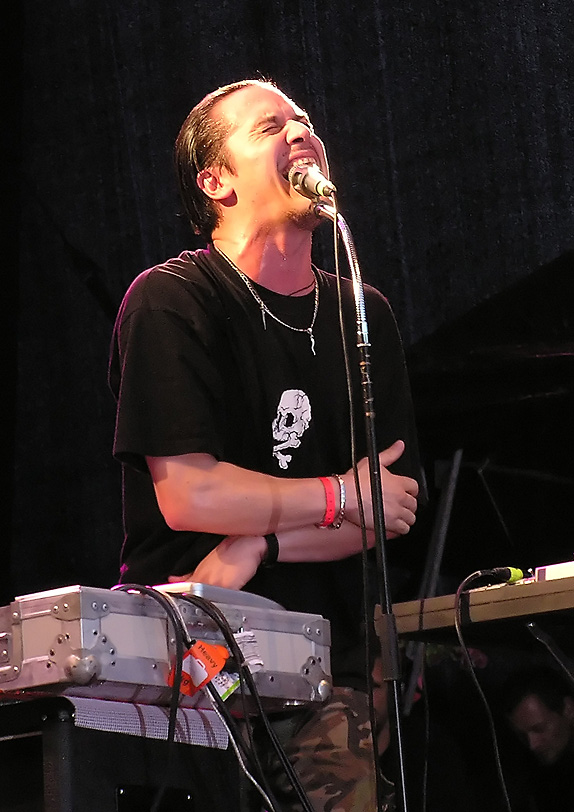
مایک پاتن در حال اجرا با فانتومز(نروژ-۲۰۰۵)